# Contee catalane
Le contee catalane (catalano: Comtats catalans, IPA: [kumtats kətəɫans]) furono delle suddivisioni amministrative della parte orientale e meridionale della Marca Hispanica carolingia e della parte più meridionale della Settimania create dopo la conquista franca. Le varie contee corrispondono grossomodo a quello che diverrà il Principato di Catalogna.
Nel 778, Carlo Magno condusse la prima spedizione dei franchi in Hispania per creare una zona cuscinetto tra i Mori omayyadi di Al-Andalus e il Regno di Aquitania franco. Il territorio che egli sottomise fu il nucleo primordiale della futura Catalogna. Nel 781, nominò suo figlio di 3 anni, Luigi il Pio (778-840), re di Aquitania, che fu ivi inviato con dei reggenti al fine di controllare il confine meridionale del suo regno e di espanderlo verso sud in territorio moresco.
Queste contee furono inizialmente delle entità feudali governate da una piccola élite militare. In origine, i conti erano nominati direttamente e dovevano giurare fedeltà ai Franchi e all'imperatore carolingio. La successione ai loro gli eredi non era automatica. Tuttavia, con l'aumento di potere dei Bellonidi e con figure forti, come, Sunifredo I di Barcellona (c. 844-848) e Goffredo il Villoso (c. 870-897), e soprattutto grazie all'indebolimento del potere reale carolingio, la nomina degli eredi divenne una formalità. Questa tendenza portò i conti a diventare de facto indipendenti dalla corona carolingia sotto Borrell II di Barcellona nel 987.

## Creazione

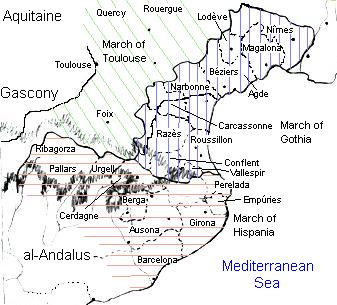
Nella seconda metà del IX secolo, tre suddivisioni politiche (marche) esistevano nei Pirenei orientali: Tolosa, Gothia e Hispania

La reconquista dei territori moreschi da parte dei Franchi ebbe inizio nel 785. Nel 785, Rostany (o Rostaing) divenne conte di Girona, la prima delle contee catalane ad essere creata. Besalú ed Empúries erano originariamente parte di quella di Girona. Nel 797, nel più grande trionfo della sua lunga carriera militare, il giovane Luigi prese Barcellona, la più grande città del litorale catalano. Quando Urgell e Cerdanya furono conquistate nel 798, divennero anch'esse delle contee sotto la reggenza di Borrell di Osona. Egli ebbe una parte molto attiva nella successiva conquista di Osona nel 799 e nel vittorioso assedio di Barcellona del 801. Fu fatto conte di Osona nel 799, forse come ricompensa per i suoi servigi. Nel 801, la più grande delle contee, quella Barcellona, fu istituita sotto Berà. Nel 812, il conte Odilo di Girona (che comprendeva Besalú e Empúries) morì e la contea passò a Bera.
Nel 804 e 805, Borrell partecipò alle spedizioni di Tortosa, ma non alle successive campagne del 807, 808 e 809. Alla morte di Borrell nel 820, Osona fu data a Rampò di Barcellona e Urgell e Cerdanya ad Aznar I Galíndez. Nel 820, Berà cadde in disgrazia e perse le contee di Barcellona e Girona, che passarono a Rampò.
Intorno al 813, Empúries divenne una contea a sé sotto Ermenguer, e nel 817, venne unita alla contea di Rossiglione. Da 835-844, Sunyer I di Empúries fu conte di Empúries e Peralada mentre Alaric conte di Rossiglione e Vallespir.
Besalú divenne una contea a sé nel 878 e data a Radulf, a condizione che alla sua morte passasse agli eredi di Goffredo il Peloso. Passò a Miró II di Cerdanya nel 912.
La contea di Barcellona presto mise in ombra le altre contee divenendo la più importante, in particolare durante il regno di Goffredo il Peloso, alla fine del IX secolo. A quel tempo, il potere dei carolingi stava svanendo e la marca Hispanica era trascurata dall'autorità reale e oramai praticamente indipendente. Nei primi anni del XI secolo, Berengario Raimondo I di Barcellona, conte di Barcellona, fu in grado di presentarsi a Sancho III Garcés di Navarra come suo sovrano, anche se era ancora legalmente un vassallo di Roberto II di Francia. Con l'ascesa del padre di Roberto, Ugo Capeto, il primo re non carolingio, nel 987, la maggior parte dei conti catalani si rifiutarono di rendere omaggio alla nuova dinastia. 
Nel corso del secolo successivo, la maggior parte delle contee catalane passarono nelle mani dei conti di Barcellona. Successivamente, nel XII secolo, uno dei conti di Barcellona, Raimondo Berengario IV di Barcellona, sposò l'erede del regno di Aragona, Petronilla, unendo le contee sotto il suo potere a quel regno, creando la Corona d'Aragona. Molti dei re successivi ricrearono alcune contee catalane come appannaggio per i figli più giovani.

## Elenco delle contee catalane

Contee catalane, VIII-XII secolo

- contea di Barcellona
- contea di Berga
- contea di Besalú
- contea di Cerdanya
- contea di Conflent
- contea d'Empúries
- contea di Gerona
- contea di Manresa
- Contea di Osona
- contea di Pallars
- contea di Ribagorça
- contea di Rossiglione
- contea d'Urgell

### Elenco delle viscontee catalane
- Viscontea di Àger
- Viscontea di Bas
- Viscontea di Cabrera
- Viscontea di Cardona
- Viscontea di Castellbó
- Viscontea di Castellnou
- Viscontea di Cerdanya
- Viscontea di Illa
- Viscontea di Jóc
- Viscontea di Fenollet
- Viscontea di Pallars, Siarb o Vilamur
- Viscontea di Peralada
- Viscontea di Rocaberti
- Viscontea di Tatzó
- Viscontea di Vallespir
- Viscontea di Urtx